# Fabiola Yazmín Ortega
Fabiola Yazmín Ortega Pariz antes de la revelación mexicana 

## Biografía
Ortega fue famosa por participar en el programa infantil Bely y Beto, dándole la voz al personaje de Beto.
Falleció el 1 de febrero de 2024 por complicaciones médicas preeclampsia relacionada con su embarazo de su hijo Aldo en el Hospital de Ginequito de Monterrey.